# Episodi de Il vigile urbano
La prima stagione della serie televisiva Il vigile urbano è stata trasmessa in Italia su Rai 1 dal 9 novembre 1989 al 18 gennaio 1990.
L'edizione in DVD della serie, riporta un differente ordine degli episodi.
| Nº TV | N° DVD | Titolo                       | Prima TV         |
| ----- | ------ | ---------------------------- | ---------------- |
| 1     | 3      | Il vecchietto dove lo metto? | 9 novembre 1989  |
| 2     | 12     | Il promesso sponsor          | 16 novembre 1989 |
| 3     | 11     | Campa cavallo                | 23 novembre 1989 |
| 4     | 4      | Il ladro in scarpe gialle    | 30 novembre 1989 |
| 5     | 5      | Ivan il terribile            | 7 dicembre 1989  |
| 6     | 6      | Dove sta Zazà?               | 14 dicembre 1989 |
| 7     | 8      | Panettoni D.O.C.             | 21 dicembre 1989 |
| 8     | 7      | Un bebè per due              | 21 dicembre 1989 |
| 9     | 1      | Suona che ti passa           | 28 dicembre 1989 |
| 10    | 9      | Polvere di stelle            | 4 gennaio 1990   |
| 11    | 10     | Non ho l'età                 | 11 gennaio 1990  |
| 12    | 2      | Love story                   | 18 gennaio 1990  |
| 13    | 13     | Sarò famoso                  | 18 gennaio 1990  |

## Il vecchietto dove lo metto?
- Diretto da:
- Scritto da:

### Trama
- Guest: Paolo Panelli (il vecchietto), Aldo Ralli (ragionier Marchioro), Vincenzo Crocitti (Peppino Chiaramelli)
- Altri interpreti: Pupo De Luca (automobilista pisano), Mariangela Giordano (signora Chiaramelli),

## Il promesso sponsor
- Diretto da:
- Scritto da:

### Trama
- Guest: Sandro Ghiani (don Michele), Gianni Agus (Boselli), Pino Insegno (Marco Sassi), Valerio Merola (Valerio), Nino Terzo (balbuziente)
- Altri interpreti: Margie Newton (negoziante), Benito Artesi (assessore), Claudio Boldi (centralinista)

## Campa cavallo
- Diretto da:
- Scritto da:

### Trama
- Guest: Massimo Serato (sua maestà), Toni Ucci (Er Patata), Nino Terzo (balbuziente)
- Altri interpreti: Claudio Boldi (centralinista), Geoffrey Copleston (segretario di sua maestà), Franca Scagnetti (padrona ristorante)

## Il ladro in scarpe gialle
- Diretto da:
- Scritto da:

### Trama
- Guest: Pietro De Vico (Carlo Pintarulo)
- Altri interpreti: Eolo Capritti (commissario), Cesare Di Vito (barman), Marcella Theodoli (vedova)

## Ivan il terribile
- Diretto da:
- Scritto da:

### Trama
- Guest: Tiberio Murgia (sceicco)
- Altri interpreti: Guerrino Casamonica (Ivan), Marcello Martana (Gustavo), Benito Artesi (appuntato), Claudio Boldi (centralinista), Ada Pometti (cartomante)

## Dove sta Zazà?
- Diretto da:
- Scritto da:

### Trama
- Guest: Antonella Steni (Madame Elena), Ninetto Davoli (Torino 15), Franco Diogene (padrone cane), Pino Insegno (Marco Sassi), Valerio Merola (Valerio)
- Altri interpreti: Roberto Attias (venditore elettrodomestici)

## Panettoni D.O.C.
- Diretto da:
- Scritto da:

### Trama
- Guest:  Gerry Scotti (Angelo Zemella)
- Altri interpreti Mariangela Giordano (capo organizzazione)

## Un bebè per due
- Diretto da:
- Scritto da:

### Trama
- Guest: Marcia Sedoc (Madre Dunga)
- Altri interpreti: Dino Cassio (Marcozzi), Luciano Bonanni (barman)

## Suona che ti passa
- Diretto da:
- Scritto da:

### Trama
- Guest: Massimo Boldi (Paolo Taddei), Eva Grimaldi (Mercedes)
- Altri interpreti: Romano Puppo (McFerguson)

## Polvere di stelle
- Diretto da:
- Scritto da:

### Trama
- Guest: Enzo Cannavale (Gennarino Esposito), Nino Terzo (balbuziente)
- Altri interpreti: Patrizio Vicedomini (figlio di Gennarino), Andrea Cannavale (figlio di Gennarino), Dino Cassio (Marcozzi)

## Non ho l'età
- Diretto da:
- Scritto da:

### Trama
- Guest: Stefano Palatresi (se stesso)
- Altri interpreti: Viola Simoncioni (Celeste), Luciano Martana (portiere)

## Love story
- Diretto da:
- Scritto da:

### Trama
- Guest: Antonio Allocca (giudice), Alfonso Tomas (vu cumprà)
- Altri interpreti: Laura Saraceni (Lori), Stefano Militi (cameriere), Walter Banfi

## Sarò famoso
- Diretto da:
- Scritto da:

### Trama
Urbano cerca di fare successo come attore assieme a Carmen Russo, e si prepara per recitare in un musical basato sui 3 Moschiettieri. Ma alla fine, nonostante alcune difficoltà soprattutto col produttore Cecchi Gori, troverà rimedio recitando in un biopic sui Medici firmato Franco Zeffirelli.
- Guest: Carmen Russo (se stessa), Mario Cecchi Gori (se stesso), Maria Grazia Buccella (donna al telefono), Gabriele Tinti (attore di Febbre d'amore)
- Altri interpreti: Stefano Antonucci (Colasanti), Roberto Attias (regista), Claudio Boldi (centralinista), Enzo De Toma (Alvaro), Carmine Faraco (segretario di produzione)